# Premier League 2024-2025 (Botswana)
La Premier League 2024-2025, anche nota come FNB Premier League per motivi di sponsorizzazione, è stata la 47ª edizione della massima divisione del campionato di calcio del Botswana dalla sua nascita nel 1966. Il campionato è iniziato il 4 ottobre 2024, dopo essere stato rimandato dalla data iniziale del 21 settembre, ed è terminato il 24 maggio 2025. Il Jwaneng Galaxy era la squadra campione in carica, avendo vinto il suo ottavo titolo nazionale nella stagione 2023-2024.
La competizione è stata vinta dal Gaborone United, al suo ottavo titolo nazionale.

## Stagione

### Novità
Nonostante fosse stato annunciata una riforma del campionato per ridurre il numero di squadre partecipanti a 14, la BFA ha invertito la decisione, sancendo tre sole retrocessioni dalla stagione 2023-2024, a fronte di altrettante promozioni dalla First Division, in modo da mantenere una struttura a 16 partecipanti.
Al termine della stagione precedente sono quindi stati retrocessi Eleven Angels, Police XI e Holy Ghost, ultime tre classificate del campionato. Al loro posto, dalla First Division, sarebbero dovuti essere promossi Chadibe, vincitore della First Division Nord, Uniao Flamengo Santos, vincitore dei play-off, e Young Stars, vincitore della First Division South. Tuttavia questi ultimi non sono riusciti ad ottenere la licenza per il campionato e il loro posto è stato acquisito dall'Extension Gunners.
Inoltre, a causa di problemi economici, il Masitaoka non è stato in grado di rinnovare la sua licenza per il campionato e il suo posto è stato preso dal Mochudi Centre Chiefs.

### Formula
Le 16 squadre partecipanti giocano un girone all'italiana con partite di andata e ritorno, per un totale di 30 giornate. Al termine della stagione, la prima classificata è campione del Botswana e si qualifica per la CAF Champions League 2025-2026, mentre la seconda classificata si qualifica per la Coppa della Confederazione CAF 2025-2026. Le ultime tre classificate vengono invece retrocesse in First Division. 

## Squadre partecipanti
| Squadra               | Città        | Stagione precedente       |
| --------------------- | ------------ | ------------------------- |
| BDF XI                | Gaborone     | 8° in Premier League      |
| Chadibe               | Chadibe      | 1° in First Division Nord |
| Gaborone United       | Gaborone     | 3° in Premier League      |
| Extension Gunners     | Lobatse      | First Division            |
| Jwaneng Galaxy        | Jwaneng      | Campione di Botswana      |
| Matebele              | Matebeleng   | 11° in Premier League     |
| Mochudi Centre Chiefs | Mochudi      | First Division            |
| Morupule Wanderers    | Palapye      | 13° in Premier League     |
| Nico Utd              | Selebi Pikwe | 12° in Premier League     |
| Orapa United          | Orapa        | 10° in Premier League     |
| Security Systems      | Otse         | 4° in Premier League      |
| Sua Flamingoes        | Serowe       | 7° in Premier League      |
| TAFIC                 | Francistown  | 5° in Premier League      |
| Township Rollers      | Gaborone     | 2° in Premier League      |
| Uniao Flamengo Santos | Gabane       | First Division            |
| VTM                   | Gaborone     | 6° in Premier League      |

## Classifica
|                     | Pos. | Squadra               | Pt | G  | V  | N  | P  | GF | GS | DR  |
| ------------------- | ---- | --------------------- | -- | -- | -- | -- | -- | -- | -- | --- |
| Botswana (bandiera) | 1.   | Gaborone United       | 66 | 30 | 20 | 6  | 4  | 56 | 23 | +33 |
|                     | 2.   | TAFIC                 | 60 | 30 | 17 | 9  | 4  | 51 | 23 | +28 |
|                     | 3.   | Sua Flamingoes        | 59 | 30 | 17 | 8  | 5  | 63 | 31 | +32 |
|                     | 4.   | Jwaneng Galaxy        | 59 | 30 | 15 | 14 | 1  | 43 | 20 | +23 |
|                     | 5.   | Mochudi Centre Chiefs | 56 | 30 | 15 | 11 | 4  | 46 | 20 | +26 |
|                     | 6.   | Township Rollers      | 54 | 30 | 15 | 9  | 6  | 37 | 28 | +9  |
|                     | 7.   | Morupule Wanderers    | 42 | 30 | 12 | 6  | 12 | 41 | 36 | +5  |
|                     | 8.   | Orapa United          | 40 | 30 | 9  | 13 | 8  | 36 | 31 | +5  |
|                     | 9.   | VTM                   | 35 | 30 | 8  | 11 | 11 | 36 | 33 | +3  |
|                     | 10.  | Nico Utd              | 32 | 30 | 7  | 11 | 12 | 18 | 32 | -14 |
|                     | 11.  | BDF XI                | 31 | 30 | 7  | 10 | 13 | 28 | 33 | -5  |
|                     | 12.  | Matebele              | 30 | 30 | 8  | 6  | 16 | 30 | 45 | -15 |
|                     | 13.  | Extension Gunners     | 29 | 30 | 8  | 5  | 17 | 25 | 48 | -23 |
|                     | 14.  | Security Systems      | 26 | 30 | 6  | 8  | 16 | 30 | 45 | -15 |
|                     | 15.  | Chadibe               | 16 | 30 | 2  | 10 | 18 | 19 | 62 | -43 |
|                     | 16.  | Uniao Flamengo Santos | 13 | 30 | 2  | 7  | 21 | 18 | 67 | -49 |

Legenda
      Campione del Botswana e ammessa alla CAF Champions League 2025-2026.
      Ammessa alla Coppa della Confederazione CAF 2025-2026.
      Retrocessa in Second Division 2025-2026.
Note:
Tre punti a vittoria, uno a pareggio, zero a sconfitta.